# Константин Кинчев
Константин Кънчев (руск. Константин Кинчев) е руски певец, вокалист на група Алиса. Освен неин фронтмен, Кънчев е и основен композитор и текстописец.

## Биография
Роден е през 1958 г. в Москва. Дядо му е българин. В началото на кариерата си пее в няколко групи като „Золотая середина“, „Круг чёрной половины“, „Третья фак-команда“. По-късно основава своя група, наречена „Сломанный воздух“. През 1984 г. е поканен от Святослав Задерий да заеме мястото на вокалист в Алиса. Първоначално Кънчев е взет в Алиса за записите само на един албум. През 1985 г. е издаден албумът „Енергия“, който популяризира творчеството на Алиса. Кънчев пише музиката и текстовете към всички песни и става лидер на групата. В края на 1986 г. основателят ѝ Святослав Задерий напуска поради неразбирателства с Кънчев. В края на 1987 г. е заведено дело срещу Кънчев заради обида към милиционер, като е обвинен за провокация за безредици и нацизъм. На 7 март 1988 г. е арестуван за 24 часа. Делото скоро е прекратено, а групата записва албума „Ст. 206 ч. 2“.
През 1992 г. Кънчев посещава Йерусалим, където групата изнася концерт. Константин приема кръщение, което в по-късен етап се отразява върху творчеството му. През 1993 г. е награден от президента Борис Елцин с орден „Защитник свободной России“. Година по-късно Алиса издават албума „Чёрная метка“, посветен на китариста Игор Чумичкин, самоубил се година по-рано. През 1998 г. Кънчев записва албума „Геополитика“, заедно с Александър Аксьонов. Песните от него са в експерименталния стил техно рок. През 2000 г. Алиса издават „Солнцеворот“, но Наше радио отказват да пускат песните от албума в ефир, поради свастиката на обложката му.
През 2001 г. издателство „Ексмо“ издава стихосбирка на Кънчев, озаглавена като последния албум на Алиса – „Солнцеворот“. Групата започва да записва по-тежка музика и постепенно преминава от пънк към хардрок. Първият такъв техен албум е „Сейчас позднее, чем ты думаешь“ от 2003 г. През 2007 г., след смъртта на Александър Аксьонов, Кинчев започва записите на албум в негова чест. Поканени са много известни музиканти. Албумът е издаден през 2009 г. и е озаглавен „Выход дракона“. През септември 2012 г. Алиса издават последния си албум – „Саботаж“. Според Константин това е най-добрият им албум изобщо.
Един от най-известните фенове на ЦСКА Москва.